# Nguinda II
Pour les articles homonymes, voir Nguinda.
Nguinda II est un village du Cameroun, situé dans l'arrondissement (commune) de Lembe-Yezoum, le département de la Haute-Sanaga et la région du Centre, sur la route qui relie Ebomgo à Essé.

## Population
En 1963, Nguinda II comptait 123 habitants, principalement des Yezoum. Lors du recensement de 2005, on y a dénombré 125 personnes.